# Gümüşhane (provins)

Karta över Turkiet med Gümüşhane markerat.

Gümüşhane är en provins i den östra delen av Turkiet. Den har totalt 186 000 invånare (2000) och en area på 6 125 km². Provinshuvudstad är Gümüşhane.